# A, E, I, O... Urca (1963)
A, E, I, O... Urca (1963-1966) foi um programa brasileiro humorístico exibido aos domingos pela TV Tupi Rio de Janeiro, que envolvia diversos humoristas em vários quadros. Participaram do elenco do programa artistas como Arlete Salles, José Santa Cruz, Lúcio Mauro, Renato Aragão,  e Osmar Frazão.